# Chlum (Třebíči járás)
Chlum település Csehországban, a Třebíči járásban. Chlum Kouty, Číchov, Brtnice, Červená Lhota, Bransouze, Radošov és Horní Smrčné településekkel határos. Lakosainak száma 150 fő (2024. január 1.).

## Népesség
A település lakosságának változását az alábbi diagram mutatja:
| Lakosok száma | 345  | 301  | 331  | 287  | 230  | 153  | 157  | 157  | 145  | 150  |
|               | 1869 | 1890 | 1921 | 1950 | 1980 | 2001 | 2017 | 2019 | 2022 | 2024 |